# August Eigruber

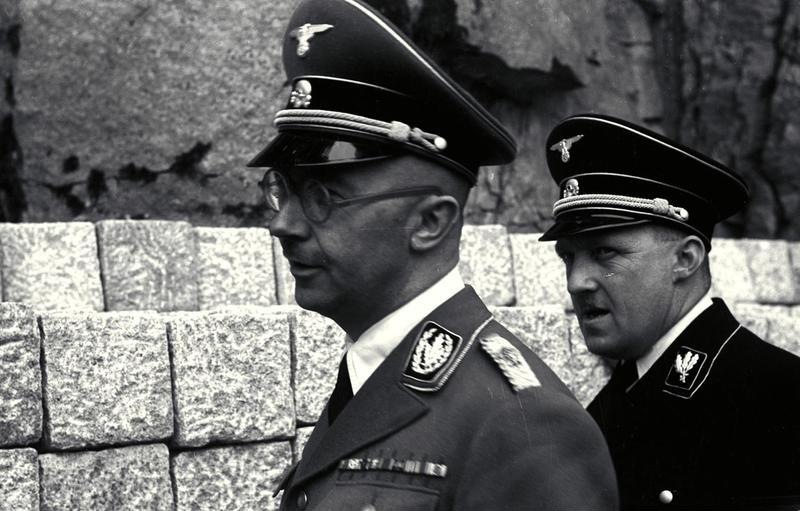
August Eigruber (till höger) och Heinrich Himmler i Mauthausen 1941.

August Eigruber, född 16 april 1907 i Steyr, död 28 maj 1947 i Landsberg am Lech, var en österrikisk SS-Obergruppenführer och ledamot av tyska riksdagen. Eigruber var riksståthållare i Oberdonau från 1940 till 1945 och därmed ansvarig för koncentrationslägret Mauthausen. Efter andra världskriget ställdes Eigruber inför rätta för brott mot mänskligheten vid Mauthausenrättegången 1946, dömdes till döden och avrättades 1947.

## Biografi
Ursprungligen utbildade sig Eigruber till mekaniker. 1922 blev han medlem av Nationalsozialistischen Arbeiterjugend Österreichs och efter tre år blev han dess ledare. 1927 inträdde Eigruber i Nationalsocialistiska tyska arbetarepartiet (NSDAP) och utnämndes 1930 till ledare för distriktet Steyr-Land.
1938 inträdde Eigruber i Sturmabteilung (SA), men gick kort därefter över till Schutzstaffel (SS). 1940 utsågs han till riksståthållare i Oberdonau, vilket innebar att han var direkt ansvarig för förbrytelserna som begicks i koncentrationslägret Mauthausen. I april 1945 beordrade Eigruber att samtliga i Mauthausen kvarvarande personer från Oberösterreich skulle dödas.
Efter Tysklands villkorslösa kapitulation i maj 1945 greps Eigruber i Salzkammergut av amerikanska soldater. Han kom senare att utgöra vittne vid Nürnbergprocessen. Eigruber ställdes inför rätta vid Mauthausenrättegången, som ägde rum mellan den 29 mars och 13 maj 1946. Eigruber hade visserligen inte tjänstgjort i Mauthausen, men i egenskap av riksståthållare i Oberdonau var han ansvarig för förhållandena i lägret. Eigruber dömdes till döden för brott mot mänskligheten och hängdes i Landsberg am Lech den 28 maj 1947.

## Utmärkelser i urval
August Eigrubers utmärkelser
- Krigsförtjänstkorset av andra klassen utan svärd
- Krigsförtjänstkorset av första klassen utan svärd: 30 januari 1942
- Anschlussmedaljen (Medaille zur Erinnerung an den 13. März 1938)
- Sudetenlandmedaljen (Medaille zur Erinnerung an den 1. Oktober 1938) med Pragspännet
- Hitlerjugends hedersutmärkelse: 30 januari 1939
- Hitlerjugends gyllene hedersutmärkelse med eklöv: 10 juni 1941
- NSDAP:s tjänsteutmärkelse i brons: 30 januari 1940
- NSDAP:s tjänsteutmärkelse i silver: 30 januari 1940
- NSDAP:s tjänsteutmärkelse i guld: 9 februari 1942
- NSDAP:s partitecken i guld
- Hedersärmvinkel (Ehrenwinkel der Alten Kämpfer): 25 maj 1938
- SS Hederssvärd
- SS-Ehrenring (Totenkopfring)

### Fotnoter
1. ↑  ”August Eigruber” (på tyska). Österreich-Lexikon. http://www.aeiou.at/aeiou.encyclop.e/e310782.htm. Läst 21 januari 2011.
2. ↑  ”NSDAP Gauleiter” (på engelska). wardaggers.com. Arkiverad från originalet den 4 december 2008. https://archive.is/20081204124647/http://www.wardaggers.com/NSDAP_Gauleiter.htm. Läst 22 januari 2011.